# Larantuka Airport
Larantuka Airport (indonesiska: Lapangan Terbang Gewayantana) är en flygplats i Indonesien.   Den ligger i distriktet Larantuka District, provinsen Nusa Tenggara Timur, i den sydöstra delen av landet, 1 800 km öster om huvudstaden Jakarta. Larantuka Airport ligger 9 meter över havet.
Terrängen runt Larantuka Airport är varierad. Havet är nära Larantuka Airport åt nordost.Runt Larantuka Airport är det ganska tätbefolkat, med 104 invånare per kvadratkilometer. I omgivningarna runt Larantuka Airport växer i huvudsak städsegrön lövskog.